# Смирнова, Галина Александровна
Галина Александровна Смирнова (17 февраля 1929, Солигалич, Костромская область, СССР — 12 декабря 2015) — советская художница, живописец, член Санкт-Петербургского Союза художников (до 1992 года — Ленинградской организации Союза художников РСФСР).

## Биография
Галина Александровна Смирнова родилась 17 февраля 1929 года в городе Солигалич Костромской области.
Училась в Костромском художественном училище. В 1949 году поступила на живописное отделение Ленинградского института живописи, скульптуры и архитектуры имени И. Е. Репина. Занималась у Ивана Степашкина, Михаила Авилова, Владислава Анисовича.
В 1955 году Галина Смирнова окончила институт по мастерской Юрия Непринцева вместе с Петром Литвинским, Юрием Беловым, Евгением Мальцевым, Петром Рейхетом и другими молодыми художниками.
Участвует в выставках ленинградских художников с 1955 года. Пишет жанровые и тематические картины, портреты, пейзажи, натюрморты. В 1960 году была принята в члены Ленинградской организации Союза художников РСФСР.
В творческом отношении наиболее интересны портреты современников, а также натурные этюды к сюжетным картинам. Примером может служить групповой портрет «Теоретики» (1965), созданный в соавторстве с художником Э. В. Козловым (собрание Новосибирского Государственного Художественного музея). В работе над образом Галина Смирнова умеет найти главную идею и быстро её выразить через отношения объёмов и основных тонов, сохраняя свежесть и непосредственность первого впечатления.
В 1970-е годы усиливается декоративность и графичность живописи, локальность и насыщенность цвета, условность композиции.
Муж — Козлов Энгельс Васильевич (1926-2007), живописец, народный художник РСФСР, член Санкт-Петербургского Союза художников.
Произведения Галины Александровны Смирновой находятся в музеях и частных собраниях в России, США, Великобритании, Франции и других странах.

## Выставки
- 1957 год (Ленинград): 1917—1957. Выставка произведений ленинградских художников.
- 1960 год (Ленинград): Выставка произведений ленинградских художников.
- 1960 год (Москва): Советская Россия. Республиканская художественная выставка.
- 1961 год (Ленинград): Выставка произведений ленинградских художников 1961 года.
- 1964 год (Ленинград): Ленинград. Зональная выставка.
- 1971 год (Ленинград): Наш современник. Каталог выставки произведений ленинградских художников 1971 года.
- 1975 год (Ленинград): Наш современник. Зональная выставка произведений ленинградских художников.
- 1976 год (Москва): Изобразительное искусство Ленинграда.
- 1980 год (Ленинград): Зональная выставка произведений ленинградских художников.
- Февраль 1991 года (Париж): Выставка «Русские художники».
- Апрель 1991 года (Париж): Выставка «Русские художники».